# Ofteringen
Das Dorf Ofteringen ist ein Ortsteil der Gemeinde Wutöschingen mit 333 Einwohnern (Stand: 31. März 2019) im Landkreis Waldshut in Baden-Württemberg.

## Geographie

### Geographische Lage
Der Ort Ofteringen befindet sich im Südwesten der Bundesrepublik Deutschland nahe der Grenze zur Schweiz. Von der Wutach wird Ofteringen durch die B 314 getrennt.

### Gliederung
Zu Ofteringen gehören das Dorf Ofteringen und der Wohnplatz mit Gaststätte Rewental (Reuental).

## Geschichte
Der Name des Dorfes weist durch die Endung -ingen auf eine alamannische Gründung hin und „bedeutet ‚bei den Angehörigen des Ofteri.‘ Ofteringen hatte seinen eigenen Adel.“
Erster Beleg für die adligen Ofteringer sind „die 1239 und 1245 anläßlich der Übertragung eines Gutes zu Lauchringen durch Ritter Gerung, genannt Strubel, an das Kloster St. Blasien ausgefertigten Urkunden. [… Er] gehörte dem Geschlecht derer von Ofteringen an, das im 15. Jahrhundert durch Heirat in den Besitz der Zehntrechte in Ober- und Unterlauchringen kam.“
Das Geschlecht der Edlen von Ofteringen wird 1251 wieder erwähnt. Es führte im roten Wappenschild drei silberne Halbmonde. 1395 werden Burkart und Friedrich von Ofteringen genannt, sie wohnten in Stühlingen. „Anfang des 15. Jahrhunderts verließen die Herren von Ofteringen ihren Stammsitz, der an die Herren von Erzingen überging, und zogen nach Waldshut. Hanmann von Ofteringen kaufte 1421 das Dorf Gurtweil.“
„Der letzte des Geschlechts, Karl von Ofteringen, setzte das Kloster Rheinau als Erbe seiner kleinen Herrschaft ein. Dieselbe bestand aus dem freiadligen Gut, Schloß und Dorf Ofteringen. Über die Erbschaft kam es nach dem Tod des Edeln, der 1687 gestorben ist, zu einem Rechtsstreit zwischen dem Kloster Rheinau und dem Landgrafen von Stühlingen. Er endete mit dem Zuspruch der Herrschaft an das Kloster im Jahre 1683.“
Das Kloster übte die hohe und die niedere Gerichtsbarkeit aus und war „bis 1803 Sitz eines Statthalters von Rheinau. […] 1806 wurde auch Ofteringen badisch.“

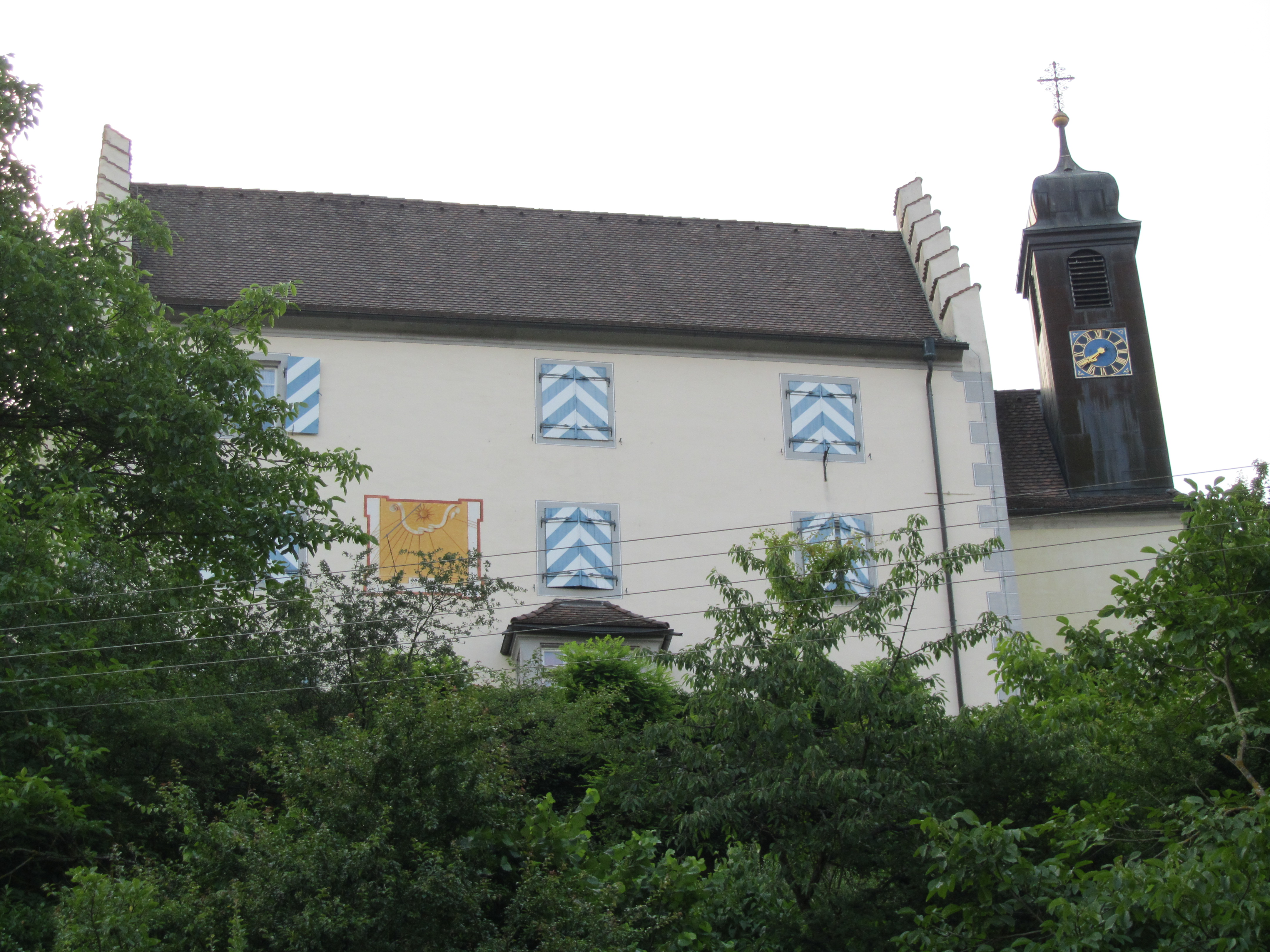
Marienkloster im Schlossgebäude

„Vom badischen Staat ging der Besitz [des Schlosses] 1860 an Sabine Schneider von Sinsheim über“, die das Frauenkloster Marienburg (Benediktinerinnen) gründete, das heute noch besteht.
Das Wappen am Hauptgebäude der 1785 erbauten Reuentaler Mühle „zeigt die Edelgeschlechter von Offtringen und von Erzingen an.“
„Am 12. Oktober 1796 […] war der Ort beim Durchzug der Franzosen in Brand gesteckt worden. Der Fürbitte der Gnadenmutter von Todtmoos schreibt man es zu, daß der Ort vor völliger Zerstörung bewahrt blieb. Die Gemeinde Ofteringen ließ damals in der Kirche zu Todtmoos eine Votivtafel anbringen, die heute noch zu sehen ist.“
Im Ersten Weltkrieg hatte Ofteringen 9 Todesopfer.

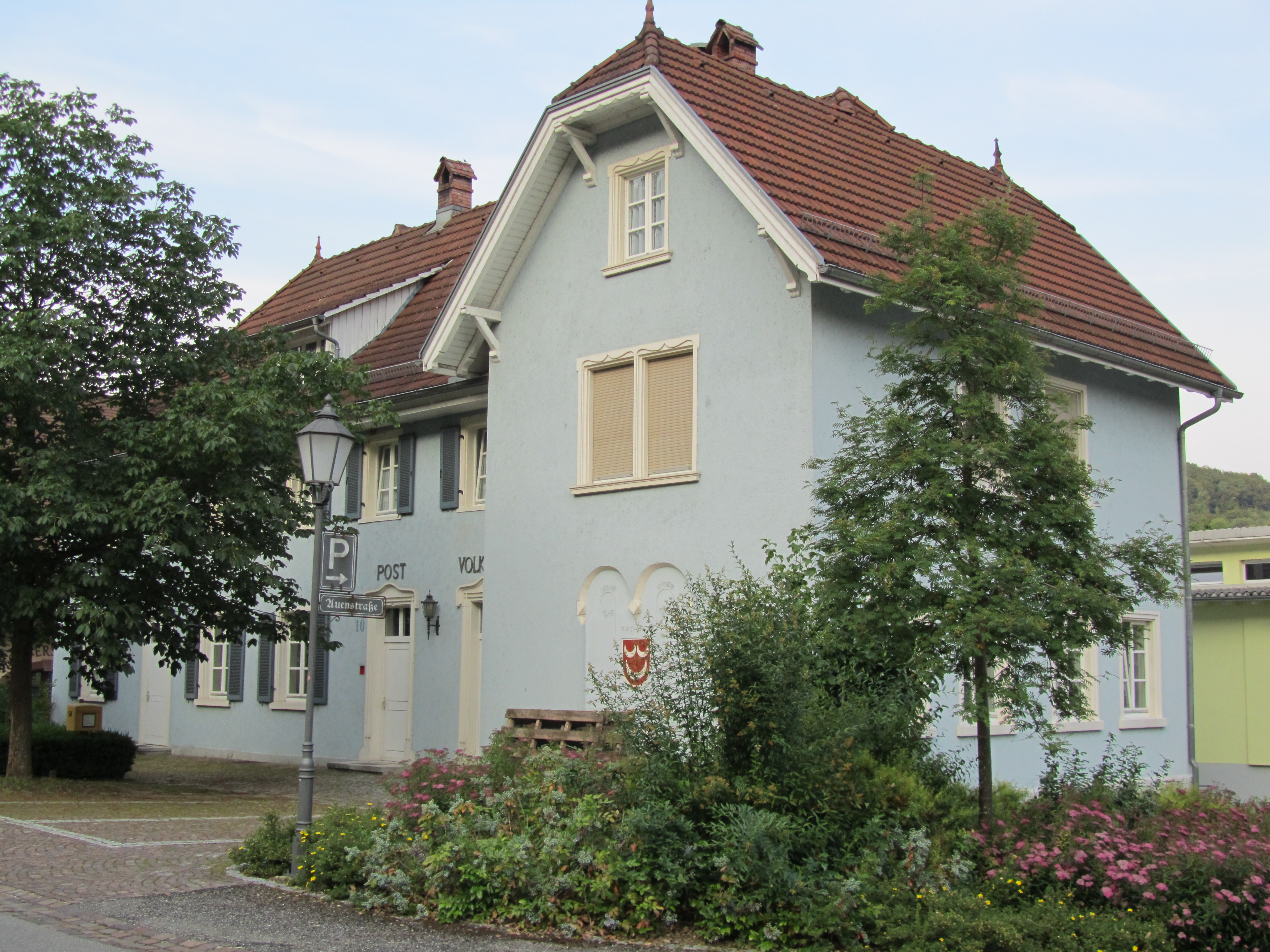
Ehemaliges Rathaus

Die Eingliederung in die Gemeinde Wutöschingen fand am 1. Januar 1971 statt.

### Einwohnerentwicklung
Mitte der 1920er Jahre hatte das Dorf 210, 2011 zählte Ofteringen rund 330 Einwohner.

## Politik

### Wappen
Das Wappen der ehemals selbständige Gemeinde Ofteringen zeigt in Rot drei (2:1) liegende silberne Mondsicheln. Es war bereits das Wappen der Herren von Ofteringen.

## Kultur und Sehenswürdigkeiten

### Bauwerke

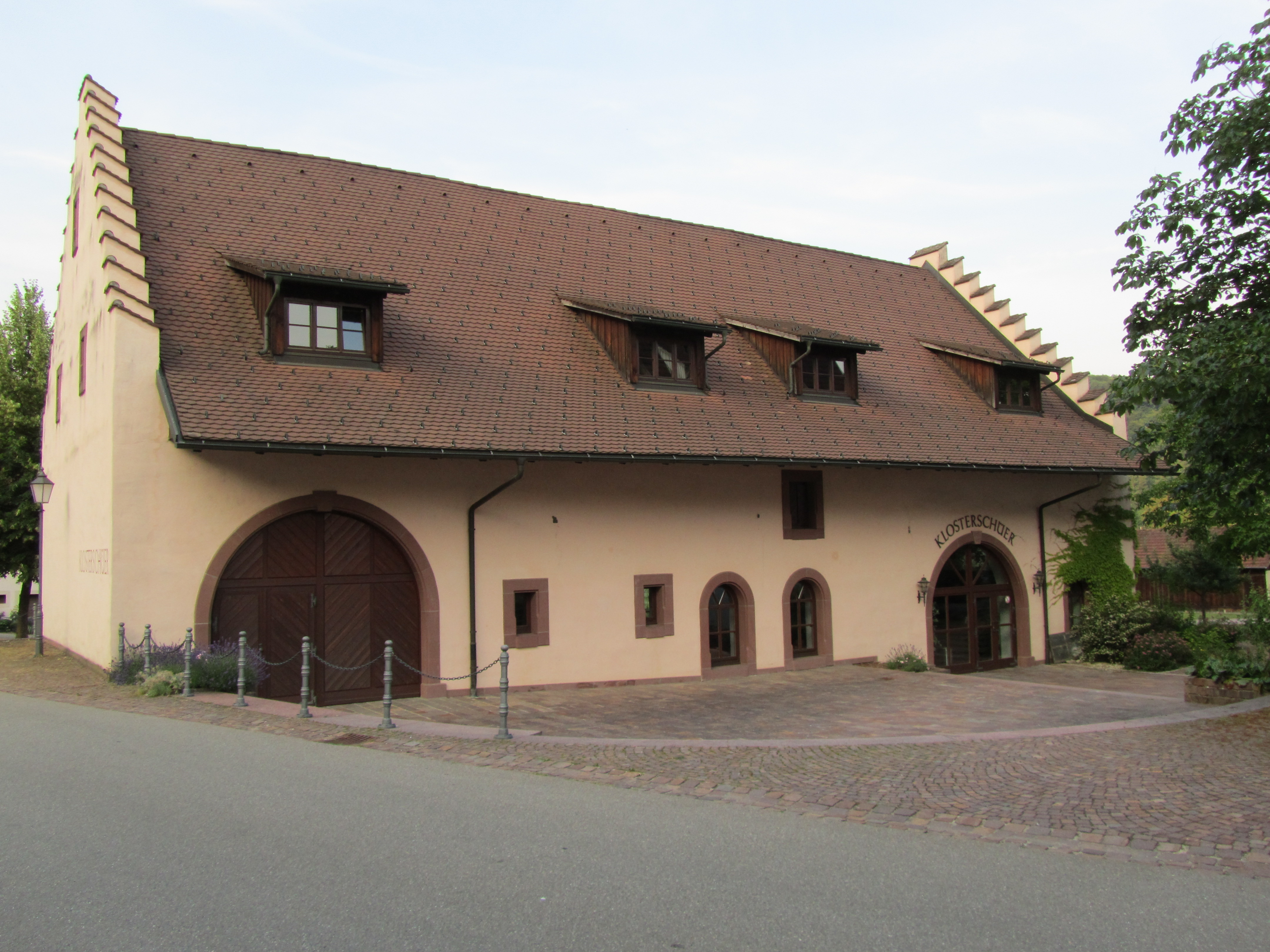
Klosterschüer

- Das markanteste Gebäude in Ofteringen ist das Schloss Ofteringen. Es bildet das Kerngebäude des 1862 gegründete Klosters Marienburg. Zu diesem Zeitpunkt standen schon die Klostergebäude. Die neue Kapelle wurde im Jahre 1741, die Klosterschüer 1713 durch Abt Gerold Zurlauben (Abt von 1697 bis 1735) des Klosters Rheinau als Zehntscheuer erbaut. Um 1870 wurde sie vom jetzigen Kloster gekauft. Seit dem Umbau 1988 wird sie für kulturelle Veranstaltungen verwendet.
- Außerdem stehen in Ofteringen die Reuentaler Mühle, das Rathaus und das ehemalige Schulhaus.

### Vereine
In Ofteringen gibt es den 1913 gegründeten Radsportverein „Frisch Auf“ Ofteringen (kurz: RSV) und den Männergesangverein (kurz: MGV).

## Wirtschaft und Infrastruktur
Gewerbebetriebe gibt es in Ofteringen keine.

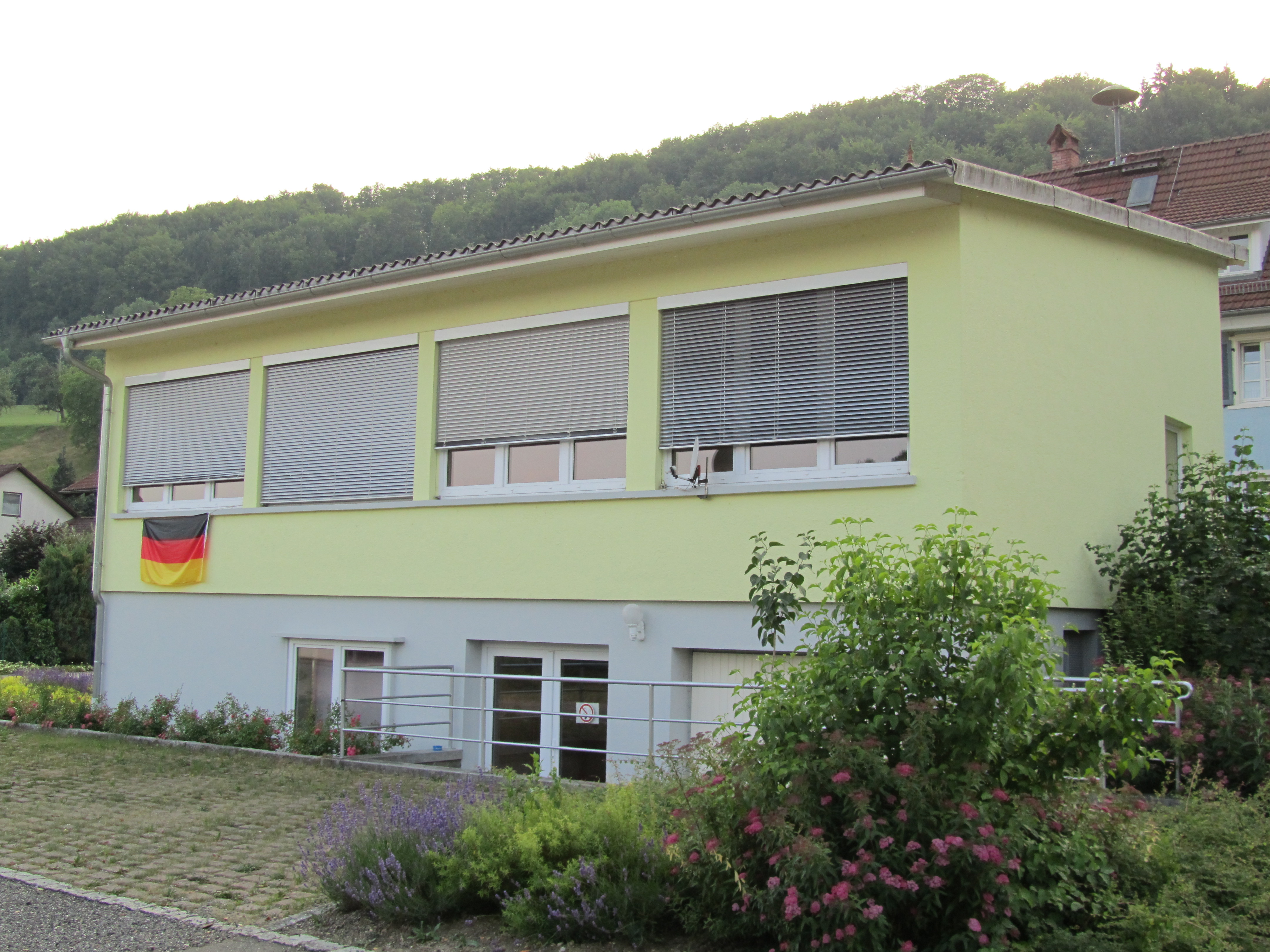
Altes Schulhaus

### Bildung
Ofteringen hat keine Schule mehr. Grundschüler besuchen in der Regel die Grund- und Hauptschule Wutöschingen in der Außenstelle Degernau. Als weiterführende Schulen befinden sich im Umkreis das Klettgau-Gymnasium Tiengen, die Realschulen in Tiengen und Stühlingen sowie die Gemeinschaftsschule in Wutöschingen. Zudem gibt es verschiedene Berufsschulen in der Stadt Waldshut.

### Verkehr
In der Regel verkehren stündlich Busse der Linie 7338, werktags oft auch in einem dichteren Takt. Die Wutachtalbahn wurde im Abschnitt Lauchringen – Lausheim-Blumegg 1971 für den Personenverkehr stillgelegt. Der Bahnhof Ofteringen wurde 1981 bedingt durch den Bau der Bundesstraße abgebaut. Ab 2003 wurde der südliche Abschnitt der Wutachtalbahn reaktiviert, allerdings zunächst ohne Halt in Ofteringen. Seit September 2018 ist ein provisorischer Bahnsteig zweimal täglich Endhalte- und Ausgangspunkt einer von den Bahnbetrieben Blumberg eingerichteten Schülerzugverbindung zwischen Lauchringen und Stühlingen. Seit Januar 2024 besteht ein ganzjähriger Zwei-Stunden-Takt zwischen Lauchringen und Stühlingen, der bis Ende 2027 zu einem Stundentakt verdichtet werden soll. Hierzu soll in Ofteringen ein Kreuzungsbahnhof auf Höhe des ehemaligen Bahnhofes entstehen.
Der Südschwarzwald-Radweg führt als Rundweg von Hinterzarten über Waldshut-Tiengen, Basel und Freiburg rund um den Naturpark Südschwarzwald. Er verläuft dabei von Bonndorf im Schwarzwald zur Wutach und an ihr entlang über Stühlingen und Eggingen nach Ofteringen. Weiter führt er über Degernau, Wutöschingen, Lauchringen und Tiengen nach Waldshut.
Auf derselben Trasse durch das Wutachtal verläuft der Schwarzwald-Panorama-Radweg. Er führt von Pforzheim, Freudenstadt und Titisee-Neustadt nach Waldshut-Tiengen.
Durch Ofteringen führt die B 314.

### Lebensmittel und Gastronomie
In Ofteringen selber gibt es keine Einkaufsmöglichkeiten. Im nahen Umfeld, in Wutöschingen, gibt es jedoch eine große Auswahl verschiedener Geschäfte.
In Ofteringen befinden sich zwei Gasthäuser: zum einen das Gasthaus Adler und zum anderen die Reuentaler Mühle.

## Anmerkung
1. ↑  Es muss sich dabei um eine Rückzugsbewegung der im Südwesten geschlagenen französischen Revolutionsarmee am Ende des Ersten Koalitionskriegs gehandelt haben.